# Back Street Soccer
Back Street Soccer é um Jogo eletrônico de futebol lançado pela produtora sul-coreana SunA para arcades em 1996.
Ele é considerado o primeiro jogo do gênero a simular as famosas "peladas" de rua, que viriam a fazer grande sucesso anos mais tarde com a franquia FIFA Street). Para simular uma "pelada", o game faz uso de jogadores que usam bonés, óculos e tênis não projetados para o esporte, não há juíz, e as partidas ocorrem em lugares "improvisados", tipo quando o pessoal se junta atrás da obra e bate uma bolinha no intervalo. Os espectadores assistem aos confrontos dentro de pneus e até sentados em tanques de guerra. A bola nunca sai, a baliza balança se acertada, e quando sai o gol, vem o cântico: olê, olê, olê, olê...
As equipes são formadas por 5 jogadores de cada lado, que podem ser escolhidos entre 14 seleções disponíveis. São 8 partidas no total, contando com a final. Em caso de empate há prorrogação, mas não há disputa de penaltis. Se a prorrogação terminar empatada é GAME OVER.

## Curiosidades
- O desenho dos jogadores foi visivelmente "ripado" do jogo de basquete de rua Street Hoop; do Neo Geo.